# فيلي لوغان
فيلي لوغان (بالإنجليزية: Willie Logan)‏ هو سياسي أمريكي، ولد في 16 فبراير 1957 في مقاطعة ميامي داد في الولايات المتحدة. حزبياً، نشط في الحزب الديمقراطي. وقد انتخب عضو مجلس نواب فلوريدا.